# 秋江村
秋江村（あきえむら）は、かつて岐阜県海津郡に存在した村である。
現在の海津市海津町秋江に該当する。
草場村発足時は海西郡の村であったが、郡の合併により海津郡の村となった。

## 歴史
- 1889年（明治22年）7月1日 - 町村制により秋江村が発足。
- 1897年（明治30年）4月1日[2] - 郡制に基づき、下石津郡、海西郡と安八郡の一部が合併し、海津郡になる。当村は海津郡の村となる。
- 1897年（明治30年）4月1日 - 大和田村、草場村、駒ヶ江村、松山中島村、日原村、長瀬村、立野村、長久保村と合併し東江村が発足。同日秋江村廃止。